# シラクサの海戦 (1710年)
シラクサの海戦（シラクサのかいせん、英語: Battle of Syracuse）はスペイン継承戦争中の1710年11月9日、シチリア島のシラクサで行われた海戦。
当時、シラクサ港ではイギリス艦隊がフランスの商船隊を封鎖しており、ジャック・カサール率いるフランス艦4隻が救援に向かった。カサールがシラクサ沖に到着したとき、イギリスの封鎖艦隊のほとんどが補給のためにマオンに戻っており、カサールは残って封鎖を継続したファルコンとペンブルックを拿捕、商船隊をマルセイユまで護送した。